# Ad-Darzī
Ad-Darzī (arabisch الدرزي, DMG ad-Darzī ‚der Schneider‘; gestorben ca. 1019) aus Buchara war ein ismailitischer Dāʿī (Missionar) türkischer oder persischer Herkunft.
1017 oder 1018 kam er mit seinem Lehrer Ḥamza ibn ʿAlī aus Persien nach Kairo in Ägypten. Darzī war der erste, der die Göttlichkeit des Kalifen al-Ḥākim (al-Ḥākim bi-Amr Allah, 985-1021), des 6. Fatimiden-Kalifen, öffentlich deklarierte. Er gilt als einer der Gründer der Religion der Drusen. Nach ihm wurden die Anhänger der Bewegung als Darzīya oder Durūz (Darzīs) bekannt, woher ihr Name Drusen rührt. In der drusenkritischen Literatur wird er als Apostat (arab. „Murtadd“) und Häretiker (arab. „Mulḥid“) erwähnt.